# ATA over Ethernet
ATA over Ethernet (AoE) — сетевой протокол, разработанный компанией Brantley Coile, предназначенный для высокоскоростного доступа к устройствам хранения данных SATA через сеть Ethernet. Это даёт возможность с помощью недорогих, доступных технологий построить сеть хранения данных.
AoE не затрагивает уровни выше Ethernet, такие как IP и TCP. Исходя из этого, можно считать, что AoE скорее сравним с Fibre Channel over Ethernet, чем с iSCSI. Особенность того, что AoE не доступен через интернет или другие IP-сети, делает его менее ресурсоёмким (маленькая нагрузка на хост), лёгким к внедрению, представляет некий уровень защиты, и большую производительность.
Спецификация протокола AoE состоит из 12 страниц (для сравнения, спецификация iSCSI — 257 страниц).

## Поддерживаемые операционные системы
Представленные в таблице операционные системы предоставляют поддержку ATA over Ethernet (AoE):
| ОС                     | Поддержка средствами ОС     | Сторонние драйвера        |
| ---------------------- | --------------------------- | ------------------------- |
| Linux                  | В ядре (2.6.11+)            | Coraid                    |
| Mac OS X 10.4 and up   | —                           | 2DegreesFrost             |
| Mac OS X 10.5 and 10.6 | —                           | Small Tree Communications |
| Solaris                | —                           | Coraid                    |
| FreeBSD                | —                           | Coraid                    |
| OpenBSD                | Средствами ОС (4.5-current) |                           |
| Plan 9                 | Средствами ОС               |                           |